# 1146

## Починали
- 1 август – Всеволод II, велик княз на Киевска Рус